# Олимпик (футбольный клуб, Хурибга)
«Олимпик Хурибга» (араб.  نادي أولمبيك خريبكة‎) — марокканский футбольный клуб из города Хурибга. Выступает в Чемпионате Марокко (Ботола).
Основан в 1923 году и считается одним из старейших клубов страны. Впервые попал в высший дивизион в 1982 году. Дважды, в 2006 и 2015 годах, выигрывал кубок Марокко — Throne cup. Также дважды, в 1989 и 2007 годах, становился чемпионом страны.
Домашние матчи проводит на стадионе «Фофват», вмещающем 10 000 зрителей.

## Достижения
Чемпионат Марокко: 1 
- Чемпион: 2006/07
- Вице-чемпион: 1983/84, 1995/96

Кубок Марокко: 1
- Обладатель: 2006
- Финалист: 1981, 1994, 1995, 2005

## Международные выступления
Лига чемпионов КАФ: 2
- 2008 — 3-й раунд

Кубок Конфедерации КАФ: 3
- 2005 — 1-й раунд
- 2006 — групповая стадия
- 2008 — 3-й раунд